# (11298) Gide
(11298) Gide est un astéroïde de la ceinture principale.

## Description
(11298) Gide est un astéroïde de la ceinture principale. Il fut découvert par Eric Walter Elst le 2 septembre 1992 à La Silla. Il présente une orbite caractérisée par un demi-grand axe de 2,88 UA, une excentricité de 0,049 et une inclinaison de 3,22° par rapport à l'écliptique.
Il fut nommé en hommage à l'écrivain français André Gide (1869-1951), prix Nobel de littérature en 1947.

## Compléments